# هنرپیشه ۱۲۲۳۸
سیارک ۱۲۲۳۸ (به انگلیسی: 12238 Actor، نامگذاری:1987YU1) دوازده هزار و دویست و سی و هشتمین سیارک کشف شده‌است که در ۱۷ دسامبر ۱۹۸۷ کشف شد.
قدر مطلق سیارک برابر ۹۳.۲ است.